# 紀念碑花園
紀念碑花園（葡萄牙語：Jardim do Monumento），是位於澳門氹仔的花園。公園內豎立了一個紀念碑，紀念葡萄牙戰船「第二瑪琍亞」號（戰船葡文名稱"D. Maria II"，即"瑪麗亞二世"）爆炸事件之罹難人士。顧名思義，這個花園是因此紀念碑而得名。

## 地理位置
紀念碑花園位於澳門氹仔的西北馬路和盧廉若馬路交界，沿著童軍總會總部後方的小路拾級而上，經過昔日的火藥庫便可看到紀念碑花園。花園與童軍總部只有一牆之隔，依山而建，面積不大，約只有1010平方公尺。鄰近為氹仔隧道，在氹仔炮台旁邊。

## 歷史

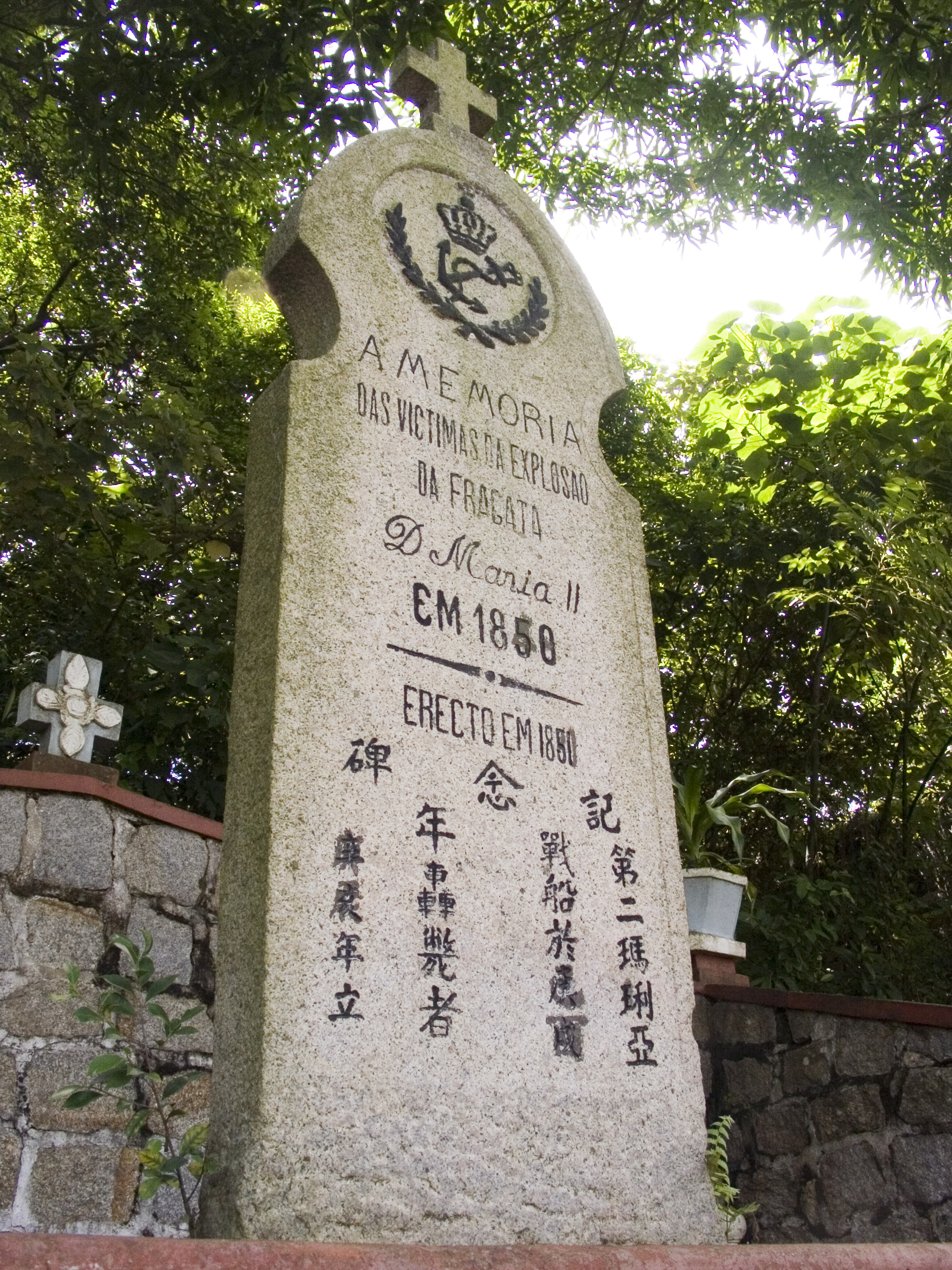
樹立於園內的紀念碑

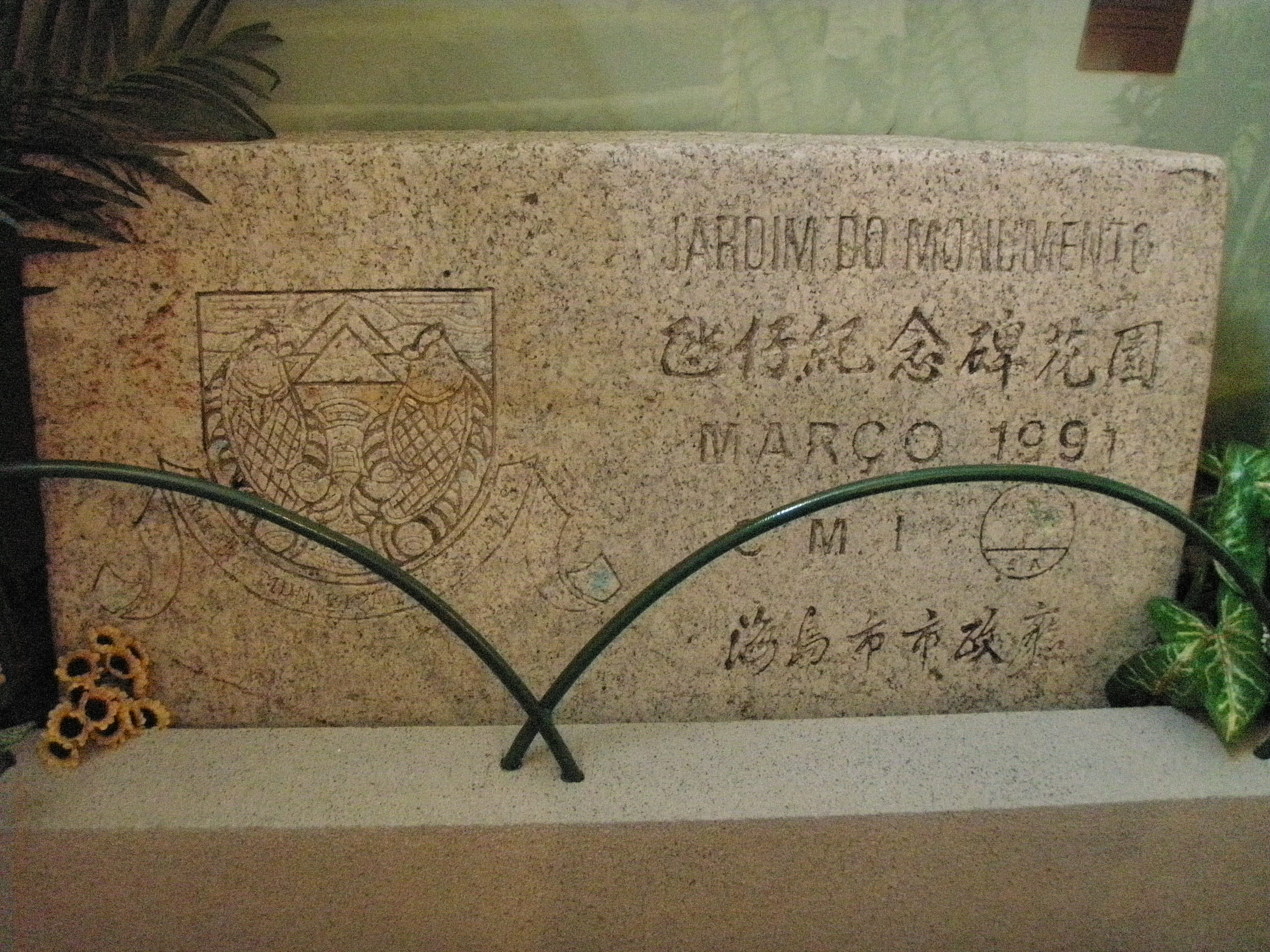
回歸前的紀念碑花園入口石碑，現擺於路氹歷史館

紀念碑花園由海島市政廳斥資興建，乃紀念葡萄牙戰船「第二瑪麗亞」號爆炸事件中的罹難者。於1991年3月正式開放。紀念碑建於1851年，兩者相隔一百四十年之久。花園最高處矗立一座紀念碑，而因此得名。紀念碑頂部上方有一個十字架，主體有徽號標誌（包括皇冠、船錨及橄欖葉）和“第二瑪琍亞”字樣，碑上有中、葡兩種文字，註明石碑是為紀念第二瑪琍亞號戰船於己酉年爆炸事中罹難的人士而建造，並標明立碑的日期。
爆炸事件發生於1850年10月29日，當日凌晨2時，葡萄牙戰船「瑪麗亞二世」巡洋艦從葡萄牙駛至澳門停泊在氹仔碼頭。當時葡萄牙人正慶祝葡萄牙女王瑪麗亞二世誕辰紀念日，戰船突然在一聲巨響中被炸得粉碎，附近停泊的船隻也同受波及，釀成231人喪生，包括190名水手、船長及約40名在船上觀禮的中國人，約90人生還，至今仍為澳門史上最多人命傷亡的爆炸事件。過去每年10月29日，都有政府官員前往該花園獻花及舉行宗教儀式（後來才取消這項活動）。

## 交通

### 公共巴士
T337 氹仔海濱花園（Edifício Jardim Beira-Mar）
路線：15、26、34、35、36、52、MT2、MT4、N5

### 輕軌
█  氹仔線海洋站